# 富永啓生
富永 啓生（とみなが けいせい、2001年2月1日 - ）は、愛知県名古屋市守山区出身のプロバスケットボール選手。B.LEAGUEのレバンガ北海道に所属している。ポジションはシューティングガード。元バスケットボール選手の富永啓之は実父。

## 経歴

### 高校
幼少期からバスケットボールを始め、春日井市立岩成台中学校から桜丘高等学校に進学。3年時の2018年に第71回全国高等学校バスケットボール選手権大会（ウインターカップ）に出場し、準決勝まで進出した。福岡第一との準決勝では前半だけで31得点を記録し、僅かにリードして折り返したが、後半は6得点に留まり、チームも敗れた。翌日行われた帝京長岡との3位決定戦は46得点を記録して勝利した。この大会では出場した全6試合で35得点以上を記録し、平均39.8得点で大会得点王に輝き、大会ベスト5に選出された。
高校卒業後の進学先について、日本国内と海外留学の両方を検討していたが、3年生時の2018年8月U18アジア選手権への出場をきっかけにアメリカ留学への希望が強くなり、2019年1月にアメリカ留学の意向を表明。留学先についてNCAAに所属する大学からも勧誘を受けていたが、学力なども考慮し、2019年6月にNJCAAの1部に所属するレンジャー・カレッジへの進学を決めた。

### カレッジ

#### レンジャー
レンジャー・カレッジ1年目の2019-20シーズンは31試合に出場して平均16.8得点、3ポイント成功率47.9%を記録した。
2020年11月11日には、2021-22シーズンよりNCAA1部のビッグ10カンファレンスに所属するネブラスカ大学へ編入することが決定した。
2020-21シーズン、2021年3月3日のグレイソン・カレッジ戦で39得点を記録。チームはNJCAAディビジョンI選手権のファイナル4準決勝まで進出した。富永は27試合に出場し、平均16.3得点、3ポイント成功率48.7%を記録した。2シーズン連続でオールリージョンVチームとカンファレンスファーストチームに選出された。また、NJCAAディビジョンIオールトーナメントチーム、チャールズ・セッシャー・スポーツマンシップ賞、NJCAAディビジョンIオールアメリカンセカンドチームに選出された。

#### ネブラスカ
当初の予定通り、2021-22シーズンよりネブラスカ大学に編入した。新型コロナウイルスの影響でNCAAの全学生の在学可能な資格が1年延長され、ネブラスカ大学には最大で3年間在学できることになった。このシーズンは主に同じポジションのブライス・マクゴーウェンズの控えとしてプレーした。2021年11月27日のサウスダコタ大学戦では5本の3ポイントシュートを成功させ、シーズンハイとなる23得点を記録した。シーズン全体では30試合に出場し、平均5.7得点を記録した。
2022-23シーズンはマクゴーウェンズが2022年のNBAドラフトで指名されてチームを去ったこともあり、出場機会が増加した。2023年2月5日のペンシルベニア州立大学戦でキャリアハイとなる30得点を記録すると、この試合から5試合連続で20得点以上を記録。ネブラスカ大学が所属するビッグ10カンファレンスがYouTubeチャンネル上に富永を特集した動画をアップロードしたり、しばしば比較されるステフィン・カリーがTwitter上でコメントを寄せたりと、大きな話題を呼んだ。最終的に平均13.1得点と前年から大きく成績を伸ばした。シーズン終了後、大学に戻る資格を維持しつつ、2023年のNBAドラフトにアーリーエントリーした。2023年5月30日にはインディアナ・ペイサーズとワークアウトを行った。しかし、翌31日にアーリーエントリーの取り下げを発表した。
2023-24シーズンにはエースとしての地位を確立した。2024年1月9日、当時全米一位のパデュー大学を破りゲームハイの19得点を記録した。2月4日、イリノイ大学戦で5本の3Pを含むキャリアハイの31得点を記録したが、延長の末チームは破れた。3月10日、レギュラーシーズン最終戦のミシガン大学戦で30得点を記録して勝利した。チームはカンファレンス3位でレギュラーシーズンを終え、カンファレンストーナメントに出場。準決勝まで勝ち上がりイリノイ大学と対戦するが、チームは逆転負けで敗北した。4月4日、NCAAの3Pコンテストに出場し、圧巻のパフォーマンスで優勝した。
2024年4月にネブラスカ州の親善大使に任命されるとともに、同州における最高級の栄誉称号であるネブラスカ提督にも任命された。

### インディアナ・マッドアンツ
2024年のNBAドラフト前にはサクラメント・キングス、ロサンゼルス・クリッパーズとワークアウトを行ったが、ドラフトでは指名がなかった。9月26日にインディアナ・ペイサーズとのエグジビット10契約に合意したが、翌日に解雇された。10月27日にNBAGリーグのインディアナ・マッドアンツへ加入した。

### レバンガ北海道
2025年6月3日にBリーグ・レバンガ北海道に移籍することが発表された。

## 代表歴
高校2年時の2017年7月にU-16日本代表の強化合宿に招集された。アンダーカテゴリー日本代表のトーステン・ロイブルHCは富永のプレーについて、「ダイヤモンドを発見した」と話した。3年時の2018年8月にはバスケットボールアジアU-18選手権の日本代表に選出された。
2022年7月にトム・ホーバスHC指揮下のA代表に選出され、FIBAワールドカップ・アジア予選Window3のオーストラリア戦でデビューを果たし、チーム最多の18得点を記録した。同月のFIBAアジアカップでは、準々決勝のオーストラリア戦で両チーム最多となる33得点を記録した。2023年9月のFIBAワールドカップ本戦にも選ばれ、特にカーボベルデ戦では3ポイント成功率は75％を記録し「プレーヤー・オブ・ザ・ゲーム」に選ばれるなど活躍を見せ、日本代表のパリオリンピック出場権獲得に大きく貢献した。

### 3x3
3人制バスケットボール・3x3では2019年にU23 3x3男子日本代表チームでFIBA U23ネーションズリーグに出場。2021年は4月に3x3男子日本代表候補に選出され、7月に東京オリンピック日本代表チームに選出された。同大会では、ベルギーと中国に勝利して準々決勝まで進出した。

## 個人成績

### NBAGリーグ

#### レギュラーシーズン
| シーズン | チーム | GP | GS | MPG | FG%  | 3P%  | FT%   | RPG | APG | SPG | BPG | PPG |
| -------- | ------ | -- | -- | --- | ---- | ---- | ----- | --- | --- | --- | --- | --- |
| 2024–25  | IND    | 14 | 0  | 8.7 | .490 | .469 | 1.000 | .6  | .1  | .0  | .0  | 5.4 |
| 通算     | 通算   | 14 | 0  | 8.7 | .490 | .469 | 1.000 | .6  | .1  | .0  | .0  | 5.4 |

### カレッジ

#### NCAA
| シーズン | チーム     | GP | GS | MPG  | FG%  | 3P%  | FT%  | RPG | APG | SPG | BPG | PPG  |
| -------- | ---------- | -- | -- | ---- | ---- | ---- | ---- | --- | --- | --- | --- | ---- |
| 2021–22  | ネブラスカ | 30 | 11 | 16.5 | .373 | .330 | .842 | 1.5 | .6  | .8  | .0  | 5.7  |
| 2022–23  | ネブラスカ | 32 | 14 | 25.1 | .503 | .400 | .868 | 1.6 | .7  | .6  | .1  | 13.1 |
| 2023–24  | ネブラスカ | 32 | 32 | 26.1 | .466 | .376 | .875 | 2.3 | 1.4 | .9  | .0  | 15.1 |
| 通算     | 通算       | 94 | 57 | 22.7 | .462 | .374 | .868 | 1.8 | .9  | .7  | .0  | 11.4 |

#### NJCAA
| シーズン | チーム     | GP | GS | MPG | FG%  | 3P%  | FT%  | RPG | APG | SPG | BPG | PPG  |
| -------- | ---------- | -- | -- | --- | ---- | ---- | ---- | --- | --- | --- | --- | ---- |
| 2019–20  | レンジャー | 31 | 28 | 2.0 | .549 | .479 | .855 | 2.3 | .7  | 1.1 | .3  | 16.8 |
| 2020–21  | レンジャー | 27 | 24 | 6.8 | .510 | .487 | .883 | 2.4 | 1.6 | 1.0 | .1  | 16.3 |
| 通算     | 通算       | 58 | 52 | 4.4 | .530 | .483 | .869 | 2.4 | 1.1 | 1.1 | .2  | 16.6 |

## プレースタイル
「和製ステフィン・カリー」と称されるほどの圧倒的な3ポイントシュート能力を誇るシューター。3ポイントラインより後方からでも軽々とシュートを沈め、得点を量産する。またカリー本人も2019年6月に来日した際に富永と対談しており、激励の言葉を贈っている。

## エピソード
2023年FIBAバスケットボール・ワールドカップに出場した際、かまいたちの山内健司やピン芸人のやす子に似てるとネット上で大きな話題となった。